# Matilda Mother
Matilda Mother és una cançó del grup anglès Pink Floyd, i és el tercer tema del primer disc The Piper at the Gates of Dawn.
Escrita per Syd Barrett amb una perspectiva surrealista, el tema és essencialment un conte que es llegeix a un nen per la seva mare. El tema és cantant la major part per Richard Wright amb Syd Barrett que se li ajunta en el darrer vers i en la darrera estrofa.
El tema comença amb un interludi en el qual el baix, acompanyat de l'orgue, toca dobles cordes. Roger Waters toca de manera repetitiva un si i varia la nota en re cap a fa. La guitarra intervé tot seguit amb acords al voltant de si menor. L'orgue continua amb un sol baix sobre una gamma india. Matilda Mother acaba amb un blues en mi major sobre un ritme de vals i un acompanyament vocal de Whright i Barrett.

## Edicions posteriors i versions alternatives
A l'àlbum recopilatori Masters of Rock, la cançó estava mal escrita "Mathilda Mother".
Una versió alternativa inèdita es va publicar en una reedició del 40è aniversari de The Piper at the Gates of Dawn; parts de la lletra d'aquesta versió també són dels Cautionary Tales de Belloc, mentre que la part central és la mateixa que en la versió estàndard.
Un remix estèreo diferent de la mateixa versió alternativa també es va publicar a la compilació de Barrett, An Introduction to Syd Barrett el 2010. Una versió ampliada d'aquesta barreja de 2010 va aparèixer al box set de Pink Floyd The Early Years 1965-1972.

## Crèdits
- Syd Barrett: veus, guitarra
- Roger Waters: baix, cor
- Rick Wright: veus, orgue, piano
- Nick Mason: bateria